# Hulikavi
Hulikavi è un villaggio del Distretto di Belgaum nell'India meridionale nello stato di Karnataka.